# Людвіг IX (ландграф Гессен-Дармштадтський)
Людвіг IX (нім. Ludwig IX., 15 грудня 1719 — 6 квітня 1790) — німецький шляхтич з Гессенської династії, ландграф Гессен-Дармштадтський у 1768—1790 роках. Відомий як «ландграф-солдат».

## Біографія
Людвіг народився 15 грудня 1719 року в Дармштадті. Він був первістком в родині спадкоємця престолу Гессен-Дармштадта Людвіга та його дружини Шарлотти Ґанау-Ліхтенберзької. Країною в цей цас правив його дід Ернст Людвіг.
Мати померла, коли йому було шість років. Виховували хлопця дідусь та бабуся у замку Філіпсбург. Згодом Людвіг здобував освіту у Стратсбурзі, провівши там зиму 1736/37 років. У 1739 став кронпринцем Гессен-Дармштадта, після того, як батько успадкував владу. На відміну від нього, був прихильником мілітарістичної Пруссії та особисто товаришував із Фрідріхом-Вільгельмом II.
У 21-річному віці одружився із 20-річною сестрою герцога і пфальцграфа Цвайбрюкена, Кароліною. Весілля пройшло 12 серпня 1741 року. В подружжя народилося восьмеро дітей.
У 1742–1743 роках перебував на службі у французькій армії. 1743 року перейшов до війська пруського короля. У 1750 році переїхав із дружиною до Страсбурга, де вони жили наступні сім років. З початком Семирічної війни був призначений генерал-лейтенантом та отримав під своє командування військовий корпус у 10000 чоловік.
1763 року заснував військове місто Пірмазенс і зробив його постійним місцем проживання. 1764 рокустав генерал-фельдмаршал-лейтенантом імперських військ.
1768 року став ландграфом Гессен-Дармштадта. За його правління були замінені вищі посадові особи, відмінені операції, пов'язані з полюванням, продана більшість будиночків для полювання, збільшена чисельність армії. Людвіг, взагалі, більшу частину часу віддавав турботі про солдат. Його свита майже повністю складалася із офіцерів гарнізона. Шляхта, за рідкими виключеннями, була віддалена.
1772 року він признавчив першим міністром Фрідріха Карла фон Мозера.
Навесні 1774 року Кароліна померла. За рік Людвіг узяв морганатичний шлюб із Марією-Аделаїдою Шеруз, якій було надано титул графині Лемберг. Дітей у цьому шлюбі не було.
Пішов з життя 6 квітня 1790 року в Пірмазенсі.

## Родина
Дружина — Кароліна Пфальц-Цвайбрюкенська
Діти:
- Кароліна (1746—1821) — дружина ландграфа Гессен-Гомбурга Фрідріха V, мали численних нащадків;
- Фредеріка Луїза (1751—1805) — дружина короля Пруссії Фрідріха Вільгельма II, мала сімох дітей;
- Людвіг (1753—1830) — великий герцог Гессенський та Прирейнський, був одружений із кузиною Луїзою Гессен-Дармштадтською, мали шестеро дітей;
- Амалія (1754—1832) — дружина принца Баденського Карла Людвіга, мали восьмеро дітей;
- Вільгельміна Луїза (1755—1776) — дружина спадкоємця російського престолу Павла Петровича, померла при народженні сина;
- Луїза Августа (1757—1830) — дружина великого герцога Саксен-Веймар-Айзенаського Карла Августа, мала четверо дітей;
- Фрідріх (1759—1802) — одружений не був, дітей не мав;
- Крістіан (1763—1830) — генерал-лейтенант голландської армії, одружений не був, дітей не мав.

## Нагороди
- Орден Золотого лева (Гессен-Кассель);
- Орден Чорного орла (Королівство Пруссія);
- Орден Андрія Первозванного (Російська імперія).